# Mitchell Shire
Mitchell Shire is een Local Government Area (LGA) in Australië in de staat Victoria. Mitchell Shire telt 33.144 inwoners. De hoofdplaats is Broadford.